# 碳酸锂
碳酸鋰（英語：lithium carbonate）是一種重要的無機化合物，具體來說，它是種碳酸的鋰鹽，化學式為 Li
2CO
3。這種外觀呈現白色晶體的鹽類，在多個工業領域和醫療應用中扮演著關鍵角色。
在工業應用方面，碳酸鋰因其獨特的物理化學性質而被廣泛用於金屬氧化物的加工處理。其中一項核心功能是作為助熔劑。當碳酸鋰被加入到其他金屬氧化物中並加熱時，它能顯著降低這些氧化物的熔點，促使它們在較低的溫度下更容易熔化並形成均勻的混合物或玻璃相。這對於陶瓷和玻璃工業非常重要，添加碳酸鋰不僅能降低生產所需的能量，還能改善成品的流動性、光澤度以及化學穩定性。
此外，在鋁的電解生產過程中，碳酸鋰的應用也極為關鍵。將其加入到電解液中，可以有效降低電解液的熔點，表示生產過程可在更低的溫度下進行，而顯著提高電流效率並降低能耗，實現更經濟且環保的生產。除這些應用，碳酸鋰也常用於製造特殊陶瓷、磁性材料，甚至是作為一些化學反應的催化劑。在高溫下，它會分解產生高活性的氧化鋰，進一步促進材料的合成和改性。
碳酸鋰自1940年代後期因其抗躁狂效果被發現以來，就被確立為一種有效的精神藥物。它主要用於治療雙相障礙等情緒疾患的躁狂發作和預防復發，幫助患者穩定情緒，改善生活品質。它已列入世界衛生組織基本藥物標準清單之中。

## 用途
碳酸鋰是一種重要的工業化學品，主要用途是作為鋰離子電池所用的前體。
碳酸鋰衍生的玻璃在烤箱製作中非常有用。碳酸鋰是低溫燒製和高溫燒製陶瓷釉料的常見成分。它與二氧化矽及其他材料形成低熔點助熔劑。其鹼性特性有利於改變釉料中金屬氧化物著色劑的狀態，特別是紅色氧化鐵(Fe
2O
3)。加入碳酸鋰製備的水泥凝固更快，適用於瓷磚黏合劑。當添加到三氟化鋁中時，它會形成氟化鋰 (LiF)，而為鋁的加工提供優質的電解質。 

### 可充電電池
碳酸鋰衍生的化合物對於製作鋰離子電池非常重要。碳酸鋰可轉化為氫氧化鋰，作為中間產物。實際上，電池的兩個組件是由鋰化合物所製成：陰極和電解質。電解質是六氟磷酸鋰的溶液，而陰極則使用幾種鋰化結構，其中最常見的是鈷酸鋰和磷酸鐵鋰。

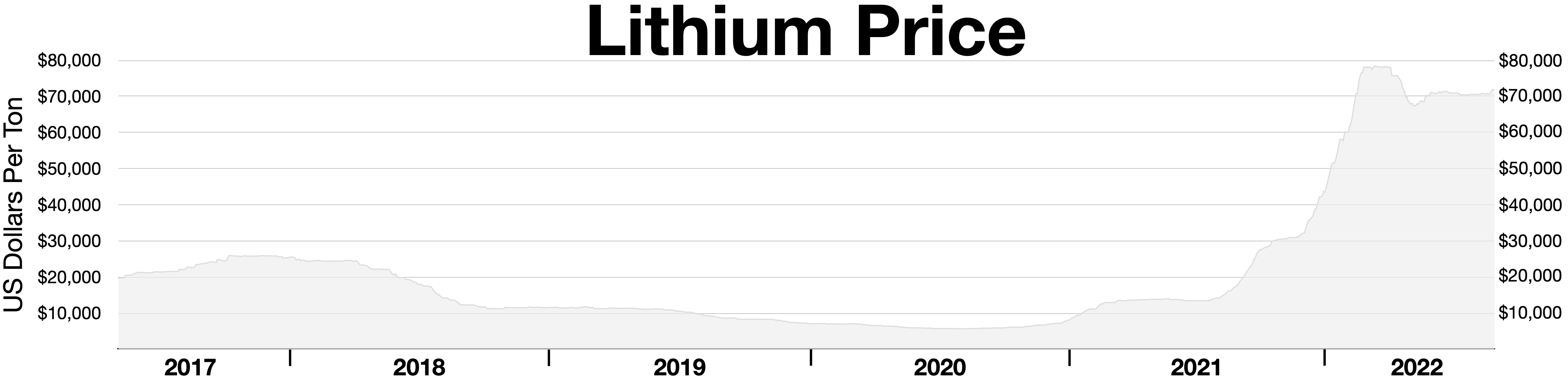
國際上不同年份的鋰平均售價。

### 醫療用途
碳酸鋰於1843年被用於治療膀胱結石。一些醫生於1859年推薦使用鋰鹽療法以治療多種疾病，包括痛風、腎結石、風濕病、躁狂、憂鬱和頭痛。
澳大利亞精神醫學家約翰·凱德於1948年發現鋰離子具有抗躁狂作用。這一發現促使碳酸鋰被用作精神藥物，以治療躁狂，即雙相障礙的興奮期。藥房開具的處方碳酸鋰適用於人類藥用，但工業用碳酸鋰則不適合，因為它可能含有不安全的有毒重金屬或其他毒物。攝入人體內的碳酸鋰會解離成具有藥理活性的鋰離子 (Li+) 和碳酸根（不具治療性），其中300毫克的碳酸鋰約含8毫莫耳當量的鋰離子 。根據美國食品藥物管理局 (FDA) 的說法，成人雙相障礙I型的維持治療，通常每天需服用300–600毫克的碳酸鋰兩到三次 。確切的劑量會因患者血清中鋰濃度等因素而異，必須由醫生密切監測，以避免鋰中毒和鋰導致的腎源性尿崩症所引起的潛在腎臟損傷（甚至是腎衰竭） 。人體脫水和某些藥物，包括像布洛芬這類的非類固醇抗發炎藥 (NSAIDs)，會讓血清中鋰濃度升高到不安全的水平，而其他藥物，例如咖啡因，則可能會降低其濃度。人體細胞有專門機制來調節元素離子鈉、鉀和鈣，但目前沒有已知專門用於調節細胞內鋰的機制。鋰可透過上皮鈉通道進入細胞。 鋰離子會干擾離子轉運過程（參見鈉鉀幫浦），這些過程負責傳遞和放大傳送到腦細胞的訊息。 躁狂與大腦中蛋白激酶C (PKC) 活性不規則增加有關。碳酸鋰和丙戊酸鈉（另一種傳統用於治療躁狂的藥物）透過抑制大腦中PKC活性而發揮作用，並有助於產生其他同樣抑制PKC的化合物。 碳酸鋰控制情緒的特性尚未被完全了解 。

#### 健康風險
服用鋰鹽存在風險，會產生副作用。長期使用鋰來治療精神障礙，已知會導致後天性腎源性尿崩症 。鋰中毒會影響中樞神經系統和腎臟系統，並可能致命。長期使用會讓鋰積聚在腎臟集合管的主細胞中，並干擾抗利尿激素 (ADH)，該激素具有調節集合小管主細胞水通透性的作用。集合管系統的腎髓質間質天然具有高鈉濃度並試圖維持之。目前沒有已知機制能夠讓細胞（腎臟集合管系統特定上皮細胞）區分鋰離子和鈉離子，因此如果由於脫水、低血鈉症、異常低鈉飲食或某些藥物導致鋰濃度過高，可能會造成腎元的損害。

### 讓煙火呈現紅色的效果
碳酸鋰可讓夜間施放於空中的煙火呈現紅色的效果 。

## 性質與反應
碳酸鋰僅以無水形式存在，與會形成至少三種水合物的碳酸鈉不同。碳酸鋰在水中的溶解度較其他鋰鹽為低。從鋰礦石的水溶液中分離鋰，正是利用這種低溶解度。在二氧化碳的輕微壓力下，其表觀溶解度會增加10倍，這種效應是由於形成更易溶的不穩定碳酸氫鋰所致：
Li
2CO
3 + CO
2 + H
2O ⇌   2 LiHCO
3
利用高壓二氧化碳環境來萃取碳酸鋰，並在減壓時讓其沉澱，是名為魁北克製程 (Quebec process) 生產碳酸鋰工藝的基礎。
碳酸鋰也可透過利用其在熱水中溶解度降低的特性進行純化。加熱飽和水溶液會讓Li
2CO
3結晶 。
碳酸鋰和鹼金屬的其他碳酸鹽不容易脫羧。Li
2CO
3在約1,300°C 的溫度下會分解。

## 生產
鋰主要從兩種來源中萃取：偉晶岩礦床中的鋰輝石，以及地下鹽水池中的鋰鹽。全球於2020年約生產82,000噸的鋰，顯示出顯著且持續的增長。

### 從地下鹽水庫中萃取
在智利北部阿塔卡馬沙漠中的阿塔卡馬鹽沼 (Salar de Atacama) ，碳酸鋰和氫氧化鋰是從鹽水中所生產。 
這個製程是將富含鋰的鹽水從地下抽出，泵入淺池中進行自然蒸發。鹽水中含有許多不同的溶解離子，隨著此類離子濃度增加，大部分的雜質（如普通鹽類）會從溶液中解離，並下沉。剩餘的上層清液（富含鋰的部分）則用於下一個萃取步驟。淺池的排列順序會因特定鹽水源中離子濃度不同而有所不同的安排。
石鹽（氯化鈉或食鹽）在第一個蒸發池中結晶。這種物質經濟價值不高，會被丟棄。溶解固體濃度不斷增加的上層清液，會陸續轉移到鉀鹽礦（氯化鈉鉀，氯化鈉和氯化鉀的混合物）池、光鹵石（氯化鉀鎂，氯化鉀和氯化鎂的混合物）池，最後進入一個最大限度提高氯化鋰濃度的水池。整個過程大約需要15個月。濃縮物（30-35%的氯化鋰溶液）會被卡車運到卡門鹽灘。在那裡將硼和鎂去除（通常殘餘的硼透過溶劑萃取和/或離子交換去除，而鎂則透過用氫氧化鈉將pH值提高到10以上來去除）。在最後一個步驟，透過添加碳酸鈉讓所需的碳酸鋰沉澱，再經分離和處理。
蒸發過程中產生的一些副產品也可能具有經濟價值。
在這個水資源貧乏的地區，生產碳酸鋰需用到大量的水而受到很大的關注。智利礦業化工集團 (SQM) 委託進行一項生命週期評估 (LCA)，結論是SQM生產氫氧化鋰和碳酸鋰的用水量，顯著低於主要以鋰輝石為原料的平均生產用水量。然而，一項更廣泛的LCA則指出從鹽水庫中萃取鋰的用水量則有相反的結果。 
大多數從鹽水生產鋰的作業都集中在南美洲的鋰三角地區（涵蓋阿根廷、玻利維亞和智利的邊界）。

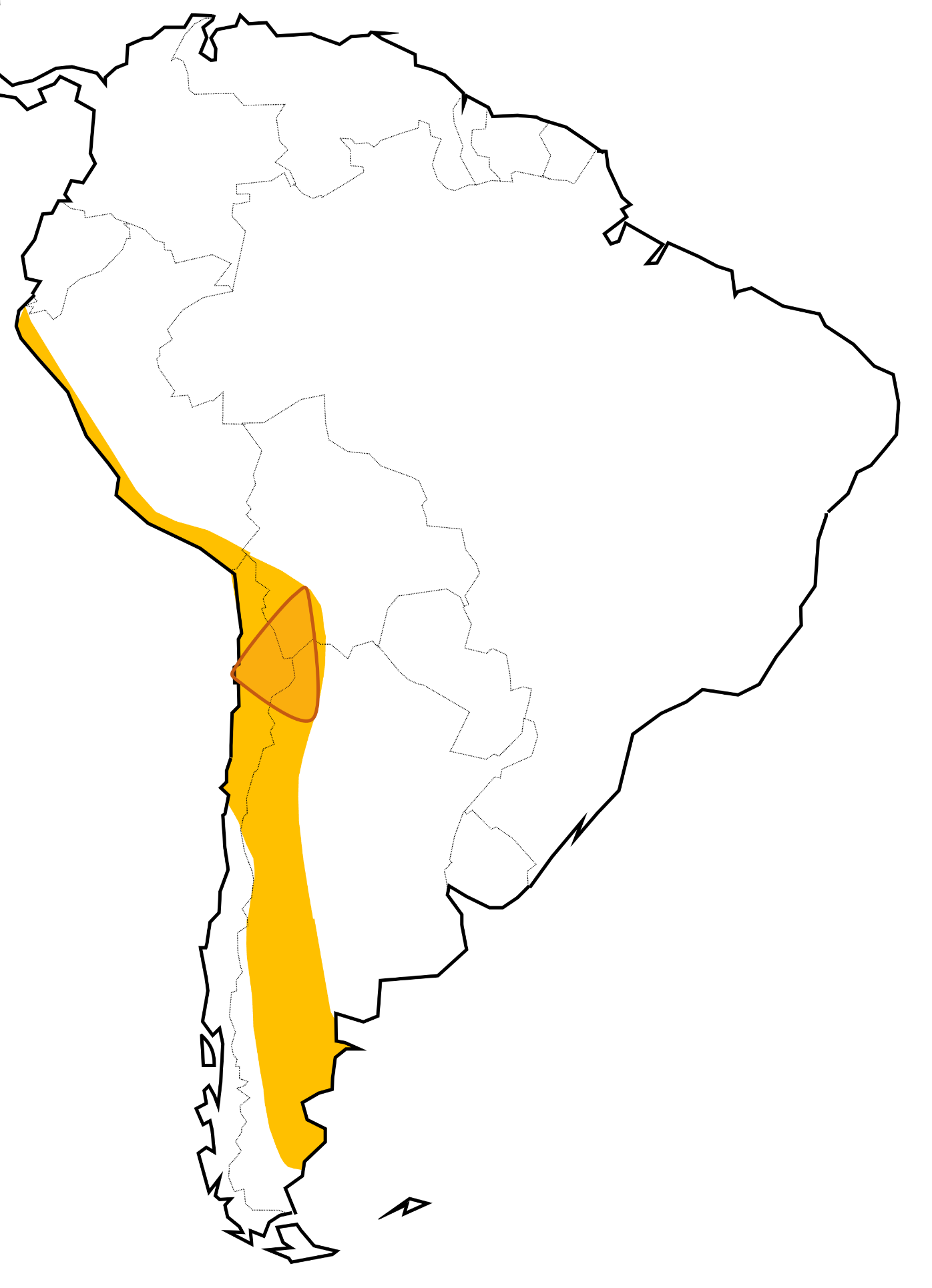
位於南美洲乾燥斜線帶 內的 "鋰三角"。

### 來自"地熱"鹽水
一個潛在的鋰來源是經由地熱井被帶到地表的滲濾液。目前已證實可從這些鹽水中萃取鋰 - 透過簡單的沉澱和過濾及分離即可。該製程和環境成本主要來自於已經運行的地熱井。因此可能不會額外產生負的環境影響。
英國康沃爾鋰業聲稱，位於雷德魯斯（於英格蘭康沃爾郡）附近的United Downs深度地熱發電項目所滲出的鹽水具有開發價值，因為其鋰濃度高 (220毫克/升)，而鎂含量低（<5 毫克/升），總溶解固體含量也低於29克/升，且流速為40-60升/秒 。 

### 從礦石中萃取
將α-鋰輝石在1,100°C下烘烤1小時以製成β-鋰輝石，然後在250°C下加入硫酸，烘烤10分鐘，形成可溶於水的硫酸鋰。之後，硫酸鋰可以進一步處理，例如加入碳酸鈉來沉澱出最終產品 - 碳酸鋰 。
截至2020年，澳大利亞是世界上最大的鋰中間產品生產國 ，全部從鋰輝石中萃取。
採礦公司於近年已開始在北美、南美和澳大利亞各地勘探鋰項目，以找出具有經濟效益的礦床，這些礦床有可能帶來新的碳酸鋰供應，以滿足全球對鋰相關產品日益增長的需求。

### 從黏土中萃取
特斯拉公司於2020年發表一項革命性的製程，僅使用鹽而無需酸即可從內華達州的黏土中萃取出鋰。但這項聲明遭到質疑。 

### 從廢舊電池中萃取
一些小型公司正在回收廢舊電池，重點是用來回收其中的銅和鈷。有些公司也會同時回收碳酸鋰以及化合物Li2Al4(CO3)(OH)12⋅3H2O。

### 其他
加拿大的多元化礦業公司MGX Minerals於2017年4月報告稱，其快速鋰萃取製程已經由獨立機構證實，此製程可從開採石油和天然氣的廢鹽水中回收鋰和其他有價礦物。
曾有利用電滲析法從海水中萃取鋰的報導，但目前並未達到商業化的程度。

## 天然存在
碳酸鋰在自然界中以扎布耶鋰礦的礦物形式存在，主要出現在鹽湖和偉晶岩這兩種地質環境中。 

## 外部連結
Template:Oxytocin and vasopressin receptor modulators